# Габидуллина, Зульфия Раухатовна
Зульфия Раухатовна Габидуллина (22 ноября 1965, Джамбул, Казахская ССР, СССР) — казахстанская спортсменка-паралимпийка, мастер спорта международного класса Республики Казахстан по плаванию, капитан Паралимпийской сборной Казахстана.

## Биография
Татарка по происхождению. В 1971 г. попала в аварию, пьяный мотоциклист сбил её, в результате — травма позвоночника, повреждения головы, рук и ног.
Стала тренироваться. Занимается спортом с 1990 года. В 1991 году участвовала в первых президентских соревнованиях в гонках на инвалидных колясках, заняла четыре первых места. В 1994 году уже участвовала в двух видах — лёгкая атлетика и плавание, заняла восемь первых мест.
Плаванием профессионально начала заниматься в 2007 году. Тренирует ее директор спортивного клуба для людей с ограниченными физическими возможностями, заслуженный тренер Республики Казахстан Саттар Бейсембаев.
На Летних Паралимпийских играх 2012 года в Лондоне пловчиха выступала на дистанции 50 метров на спине и показала 12-й результат в категории S3.
23 октября 2014 года пловчиха завоевала золотую медаль на Паразиатских Играх в Инчхоне, с результатом 1:44.33 секунды.
В 2015-м году на чемпионате в мира в Глазго две бронзовые медали завоевала Зульфия Габидуллина.
В сентябре 2016 года Зульфия Габидуллина завоевала первую медаль летних Паралимпийских игр в истории Казахстана, в Рио-де-Жанейро на дистанции 100 метров вольным стилем. А также в Рио-де-Жанейро она заняла четвертое место в плавании на 50 метров вольным стилем и шестое место на 50 метров на спине. 
В 2016 году вошла в список Топ-3 лучших женщин-спортсменок Рио-2016.
В 2016 году победитель Открытого чемпионата Германии.
1 июня 2017 года аким города Тараз Рустем Даулетов вручил Зульфие Габидуллиной ключи от новой квартиры.
10 июля 2017 года на открытом чемпионате Германии по плаванию среди спортсменов с поражением опорно-двигательного аппарата и органов зрения казахстанка Зульфия Габидуллина установила мировой рекорд на дистанции 200 метров вольным стилем, с результатом 03:26.65.
7 декабря 2017 года Зульфия Габидуллина стала чемпионкой мира по плаванию в Мексике и получила специальную награду за Всемирную серию побед 2017 года от Международного Паралимпийского комитета.

## Спортивные результаты

### Паралимпийские игры
| Год  | Место проведения | Дисциплина               | Результат | Место |
| ---- | ---------------- | ------------------------ | --------- | ----- |
| 2012 | Лондон           | 50 м на спине, S4        | 1:10.12   | 12    |
| 2016 | Рио-де-Жанейро   | 100 м вольным стилем, S3 | 1:30.07   | 1     |
| 2016 | Рио-де-Жанейро   | 50 м вольным стилем, S4  | 42.24     | 4     |
| 2016 | Рио-де-Жанейро   | 50 м на спине, S3        | 1:00.68   | 6     |
| 2016 | Рио-де-Жанейро   | 150 м комплекс, SM4      | 3:25.30   | 7     |
| 2016 | Рио-де-Жанейро   | 50 м брассом, SB3        | 1:19.01   | 12    |
| 2020 | Токио            | 50 м вольным стилем, S4  | 48.12     | 8     |
| 2020 | Токио            | 150 м комплекс, SM4      | 3:55.74   | 15    |
| 2020 | Токио            | 50 м на спине, S4        | 1:21.90   | 15    |

### Чемпионаты мира
| Год  | Место проведения | Дисциплина                           | Результат | Место |
| ---- | ---------------- | ------------------------------------ | --------- | ----- |
| 2013 | Монреаль         | 50 м вольным стилем, S3              | 47.79     | 2     |
| 2013 | Монреаль         | 100 м вольным стилем, S3             | 1:45.41   | 3     |
| 2013 | Монреаль         | 50 м на спине, S3                    | 1:11.53   | 3     |
| 2013 | Монреаль         | 150 м комплекс, SM3                  | 3:47.45   | 4     |
| 2015 | Глазго           | 50 м вольным стилем, S4              | 48.18     | 3     |
| 2015 | Глазго           | 100 м вольным стилем, S4             | 1:46.11   | 3     |
| 2015 | Глазго           | 200 м вольным стилем, S5             | 3:43.43   | 10    |
| 2015 | Глазго           | 50 м на спине, S3                    | 1:16.30   | 10    |
| 2015 | Глазго           | 50 м брассом, SB3                    | 1:25.85   | 10    |
| 2015 | Глазго           | 150 м комплекс, SM4                  | 3:41.50   | 10    |
| 2017 | Мехико           | 50 м вольным стилем, S3              | 42.87     | 1     |
| 2017 | Мехико           | 100 м вольным стилем, S3             | 1:40.21   | 2     |
| 2017 | Мехико           | 50 м на спине, S3                    | 1:13.96   | 5     |
| 2019 | Лондон           | 100 м вольным стилем, S4             | 1:39.81   | 6     |
| 2019 | Лондон           | 50 м вольным стилем, S4              | 44.92     | 7     |
| 2019 | Лондон           | Смешанная эстафета 4×50 м (20 очков) | 3:01.53   | 7     |
| 2019 | Лондон           | 200 м вольным стилем, S5             | 3:46.78   | 11    |
| 2019 | Лондон           | 150 м комплекс, SM4                  | 4:00.39   | 11    |
| 2019 | Лондон           | 50 м на спине, S4                    | 1:11.93   | 13    |
| 2019 | Лондон           | 100 м брассом, SB4                   | 3:38.76   | 13    |

### Чемпионаты Европы
| Год  | Место проведения | Дисциплина               | Результат | Место |
| ---- | ---------------- | ------------------------ | --------- | ----- |
| 2020 | Фуншал           | 100 м вольным стилем, S4 | 1:50.48   | 6     |
| 2020 | Фуншал           | 150 м комплекс, SM4      | 4:01.86   | 6     |
| 2020 | Фуншал           | 50 м вольным стилем, S4  | 49.01     | 7     |
| 2020 | Фуншал           | 50 м брассом, SB3        | 1:40.29   | 12    |
| 2020 | Фуншал           | 50 м на спине, S4        | DSQ       | DSQ   |

### Азиатские Параигры
| Год  | Место проведения | Дисциплина               | Результат | Место |
| ---- | ---------------- | ------------------------ | --------- | ----- |
| 2018 | Джакарта         | 100 м вольным стилем, S4 | 1:47.27   | 1     |
| 2018 | Джакарта         | 50 м вольным стилем, S4  | 45.51     | 2     |
| 2018 | Джакарта         | 50 м на спине, S4        | 1:17.72   | 2     |
| 2018 | Джакарта         | 200 м вольным стилем, S5 | 3:29.37   | 3     |

## Семья
Дочь — Руфия Габидуллина.

## Награды
- Орден «Барыс» II степени (13 декабря 2016 года)[2]
- Почётный гражданин Жамбылской области (2016)[3]
- Почётный знак «За заслуги в развитии физической культуры, спорта и туризма» (26 ноября 2015 года, Межпарламентская ассамблея СНГ) — за значительный вклад в развитие физической культуры, спорта и туризма в государствах — участниках Содружества Независимых Государств, реализацию идей сотрудничества в сфере физической культуры, спорта и туризма[4]